# Asarum yunnanense
Asarum yunnanense är en piprankeväxtart som beskrevs av T. Sugaw., Ogisu & C.Y. Cheng. Asarum yunnanense ingår i släktet hasselörter, och familjen piprankeväxter. Inga underarter finns listade i Catalogue of Life.